# Округ Трејл (Северна Дакота)
Трејл (енгл. Traill County) је округ у америчкој савезној држави Северна Дакота.

## Демографија
По попису из 2010. године број становника је 8.121, што је 356 (-4,2%) становника мање него 2000. године.
| Група             | 2000.         | 2010.         |
| Белци             | 8.170 (96,4%) | 7.693 (94,7%) |
| Афроамериканци    | 9 (0,1%)      | 42 (0,5%)     |
| Азијати           | 13 (0,2%)     | 21 (0,3%)     |
| Хиспаноамериканци | 185 (2,2%)    | 214 (2,6%)    |
| Укупно            | 8.477         | 8.121         |